# Oscar za nejlepší adaptovaný scénář
Cena Akademie za nejlepší adaptovaný scénář je cena udělovaná americkou Akademií filmového umění a věd za nejlepší scénář adaptovaný z dříve zavedeného materiálu. Nejčastěji adaptovanými díly jsou romány, jednalo se však například také o narativy z divadelních her, muzikálů, povídek, televizních seriálů nebo jiných filmů. Všechna pokračování již existujících filmů jsou pak považována za adaptace, protože jsou založena na příběhu a postavách původního filmu.
Před současným názvem byla cena známá jako Oscar za nejlepší scénář založený na materiálu z jiného média (anglicky Academy Award for Best Screenplay Based On Material From Another Medium).   Kategorie Nejlepší adaptovaný scénář je součástí Oscarů od jejich vzniku.